# Association socio-culturelle du Bassin Méditerranéen
 (janvier 2011).
Si vous disposez d'ouvrages ou d'articles de référence ou si vous connaissez des sites web de qualité traitant du thème abordé ici, merci de compléter l'article en donnant les références utiles à sa vérifiabilité et en les liant à la section « Notes et références ».
L’Association socio-culturelle du Bassin Méditerranéen est une association marocaine 

## Historique
L’Association socio-culturelle du Bassin Méditerranéen est constituée le 1er avril 1978, conformément aux dispositions légales. Le 8 avril 1988, l'association est reconnue d'utilité publique par le décret no 2 88 200. Son président-fondateur est Mansouri Ben Ali.
En décembre 1979, Mohammed VI est porté président d'honneur de l'association.

## Objectif
L’Association socio-culturelle du Bassin Méditerranéen a été créée peu après la Marche Verte. À l'époque, à la suite de la guerre du Rif et des événements après l'indépendance du Maroc, la région du Rif est enclavée. Cet isolement amène un certain nombre de constatations :
- La nécessité de mettre fin à l'isolement politique, économique et social de la région Nord du Maroc, en particulier le Rif et Jbala ;
- La défense des droits des habitants contre les abus de certains membres de l'autorité constatés sur place ;
- Le manque d'infrastructure routières, sanitaires, éducatives, universitaires, sociales, etc ;
- La nécessité d'assister les cadres originaires de la région du Rif pour faciliter leur intégration et leur évolution au sein de l'administration marocaine ;
- La défense de la place de la culture Amazigh dans la culture nationale qui tombe dans l'oubli ;
- La défense du devoir de mémoire sur l'Histoire du Rif, en particulier celle concernant l'épopée d'Abdelkrim Al-Khattabi ;
- Maintenir et entretenir les liens des habitants rifains de Sebta et Melilla avec les rifains vivant de l'autre côté de la frontière afin que les liens culturels soient maintenus.

À la fin des années 1970, la seule évocation du nom d'Abdelkrim Al-Khattabi ou de son épopée étaient considérés comme tabous. Grâce à un long travail, cette association a pu atteindre un certain nombre de résultats:
- La commémoration officielle de la bataille d'Anoual en tant qu'événement national et son intégration dans les commémorations officielles par le Haut Commissaire aux Anciens   Combattants et de l'Armée de la Libération[6] ;
- La commémoration de la mort du résistant Abdelkrim Al-Khattabi en tant qu'événement officiel ;
- La commémoration de la mort du résistant Chérif Sidi Mohamed Ameziane en tant qu'événement officiel ;
- La mobilisation pendant de nombreuses années pour faire reconnaître officiellement la création de la fondation Abdelkrim Al-Khattab ;
- La rétrocession  de la maison d'Ajdr et des terres ayant appartenu à Abdelkrim Al-Khattabi à sa descendance.

Son président délégué est l'ambassadeur du Maroc en Arabie Saoudite Mustapha Mansouri.